# .name

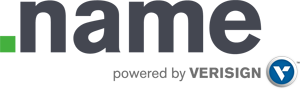

پسوند ‎.name‏ پسوند دامنه اینترنتی است، عمومی که هر کس از هر جایی از دنیا می‌تواند آن را ثبت نماید و مربوط به نام و مشخّصات افراد و اشخاص است. ثبت هر نوع نام که به کلمه  فامیلی یا  خانواده  در هر  زبانی ختم شود غیر مجاز است، هر فرد می‌تواند تنها نام کوچک، نام خانوادگی یا ترکیبی از این دو را ثبت کند. مسئول ثبت دامنه‌های با این پسوند آیکان  می‌باشد.